# NGC 6027B
NGC 6027B is een lensvormig sterrenstelsel in het sterrenbeeld Slang. Het maakt deel uit van het Sextet van Seyfert.

## Synoniemen
- UGC 10116
- 7ZW 631
- MCG 4-38-8
- VV 115
- ZWG 137.10
- HCG 79C
- IRAS15570+2053
- KUG 1556+208
- PGC 56575